# BMW 6 Серії (F12)
BMW 6 серії (внутрішнє позначення: F12 — кабріолет, F13 — купе, F06 — чотирьохдверне купе) — третє покоління автомобілів 6 серії компанії BMW.

## Опис

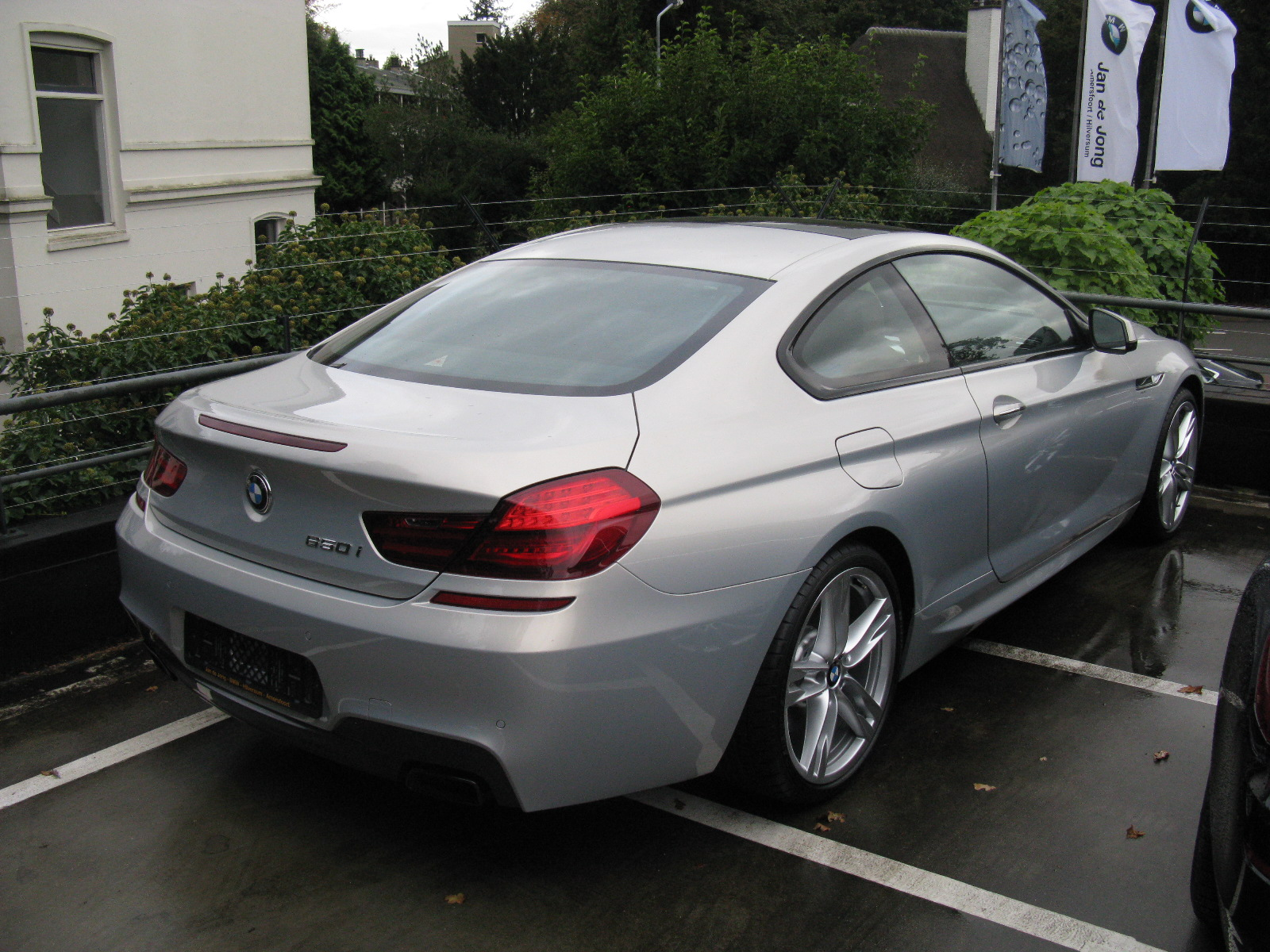
BMW 650i Coupé (F13)

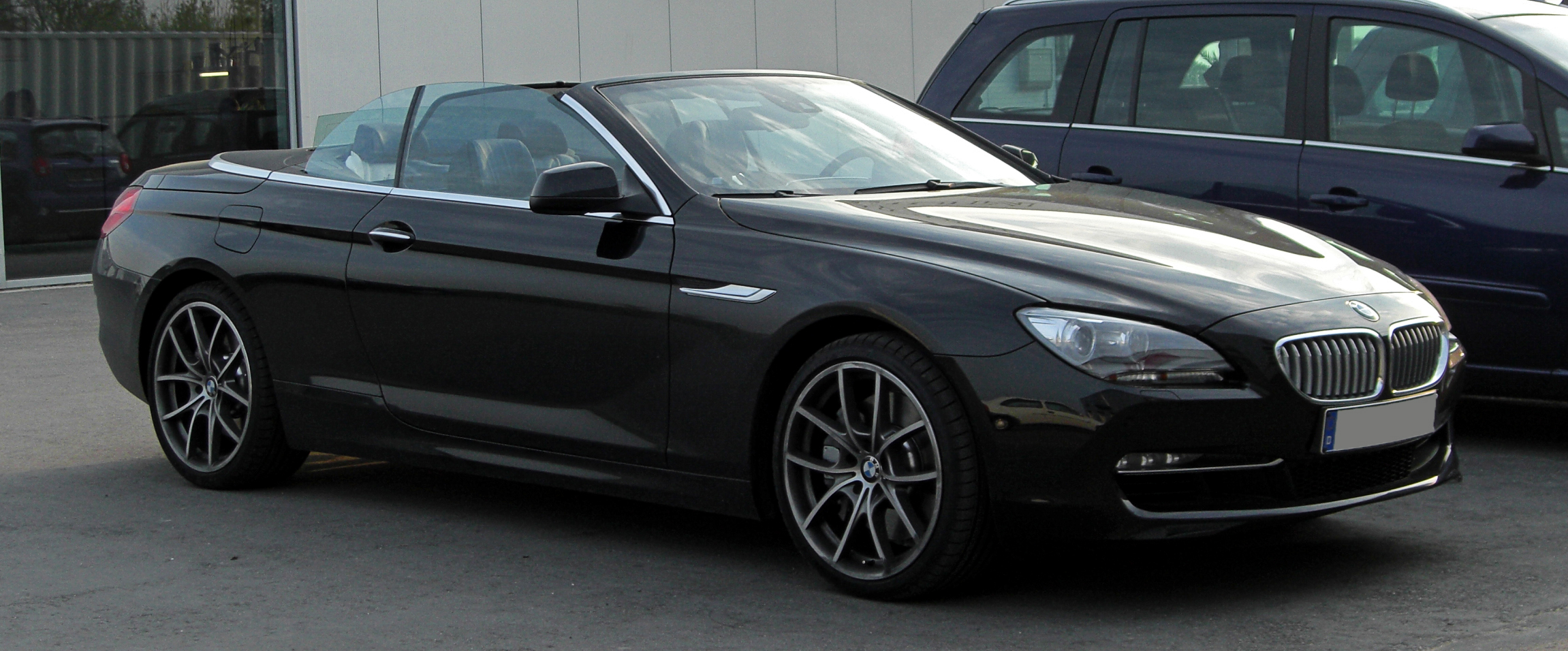
BMW 650i (F12)

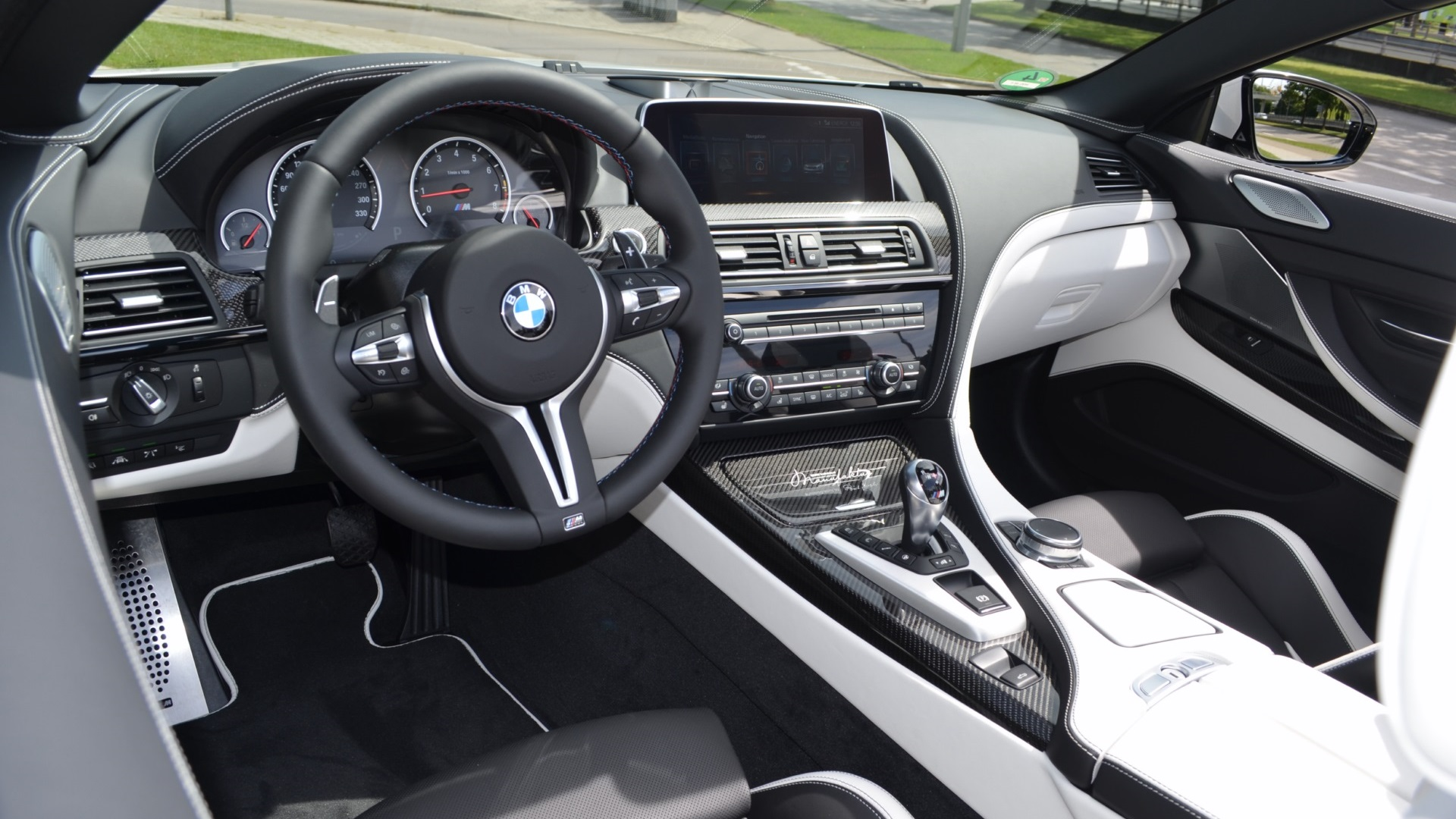
Салон

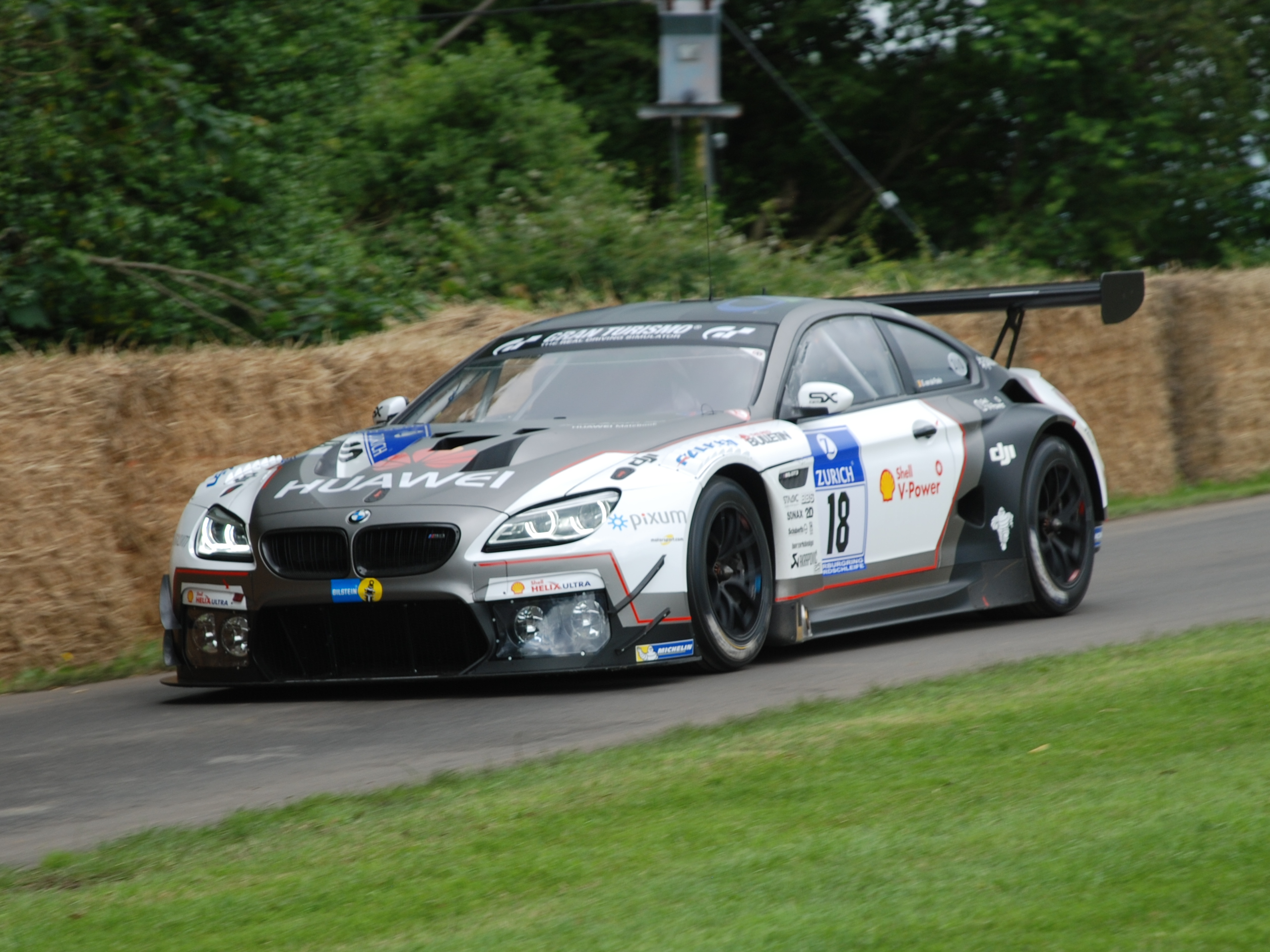
BMW M6 GT3

18 листопада 2010 року BMW офіційно представила кабріолет (F12), що прийшов на заміну моделі E64, що виготовлялась з 2004 року. Виробництво моделі розпочато на заводі компанії в Dingolfing.
Початок постачань дилерам відбувся в березні 2011 року.
Восени 2011 року компанія BMW представила 2-дверне купе (F13), яке прийшло на заміну моделі E63.
У травні 2012 року представлене чотирьох-дверное купе (Gran Coupe, F06), яке має скласти конкуренцію Mercedes-Benz CLS і Porsche Panamera.
Навесні 2012 року на Женевському автосалоні представлений новий BMW M6 з двигуном V8 бітурбо об'ємом 4,4-літра потужністю 560 к.с. і крутним моментом 680 Нм від BMW M5.
BMW F12/F13/F06 створено на основі поточної моделі BMW 5 серії.
В 2015 році модель модернізували, змінивши передню частину і інтер'єр. Розробники також удосконалили силові агрегати, зробивши їх набагато сильнішими.  В автомобілів 6 Серії була змінена передня частина кузова, частково зміни торкнулися і решітки радіатора, в якій тепер 9 вертикальних перемичок замість 10. Передня частина корпусу виконана з алюмінію, а кришка багажника і передні крила автомобілів — з композитних матеріалів. Задня частина автомобіля також була змінена, щоб підлаштуватися під нову вихлопну систему.  BMW 6 Series вражають своїм атлетичним профілем і подовженим капотом. Агресивності моделям М6 надають 19-дюймові диски, світлодіодні фари і унікальні задні дифузори під бампером. Габарити купе рівні: довжина–4818 мм, ширина–1859 мм, висота–1369 мм, колісна база — 2779 мм. Розміри гран купе також рівні: довжина–5006 мм, ширина–1895 мм, висота–1392 мм, колісна база–2969 мм. Габарити кабріолетів рівні: довжина–4895 мм, ширина–1895 мм, висота–1364 мм, колісна база–2855 мм. 
Автомобілі 6 Серії вважаються одними з найбільш статусних. До базової комплектації 6-циліндрового купе 640i входять: шкіряна обшивка салону з дерев'яними вставками, ксенонові фари, навігаційна система, 10,2-дюймовий дисплей, сенсорний регулятор «iDrive», динамічний круїз-контроль і камера заднього виду. У базове оснащення 650i входить: 8-циліндровий двигун, м'яка шкіра «Nappa», 20-позиційні передні сидіння, 19-дюймові колеса та аудіосистема з 12 динаміками. BMW 6 Серії xDrive комплектуються повним приводом. 

### Gran Coupé

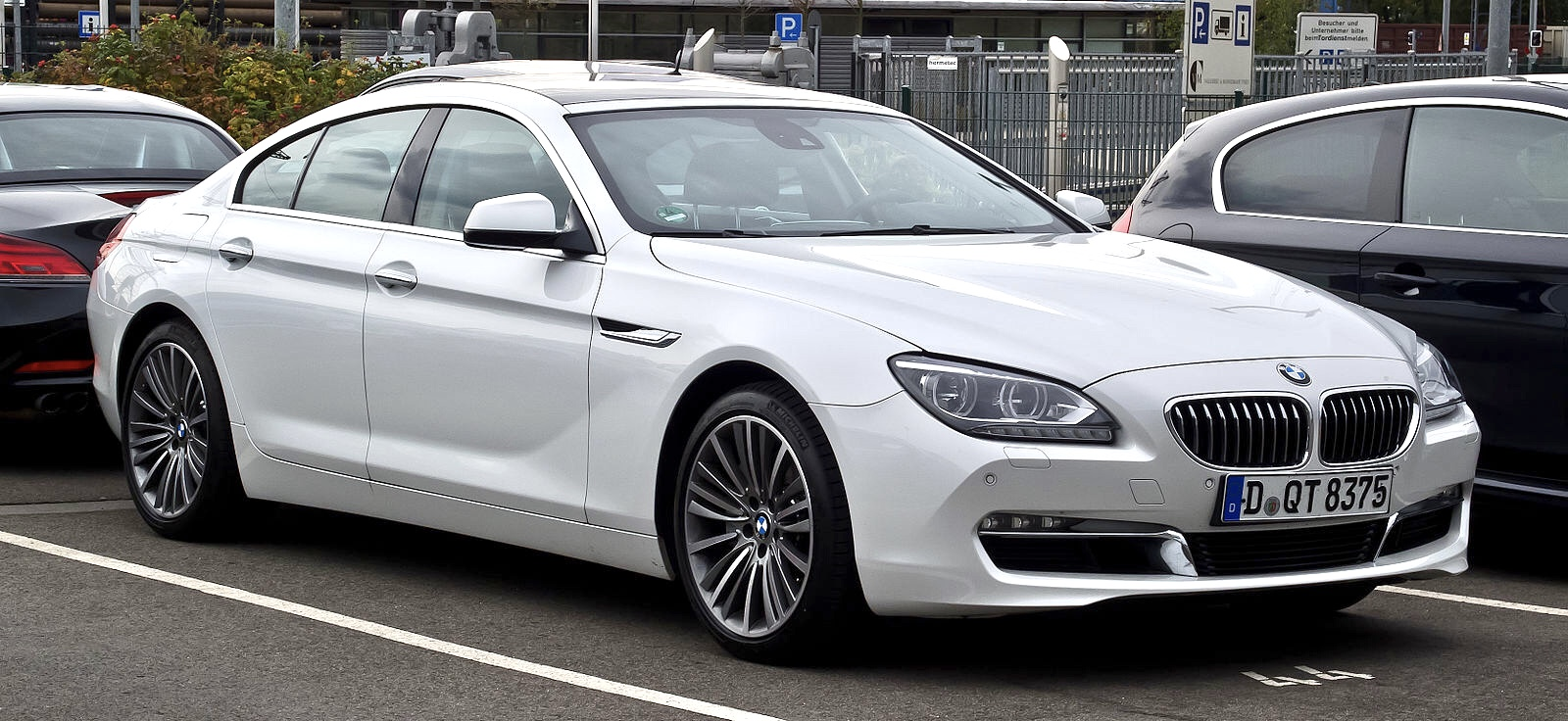
BMW 640d Gran Coupé (F06)

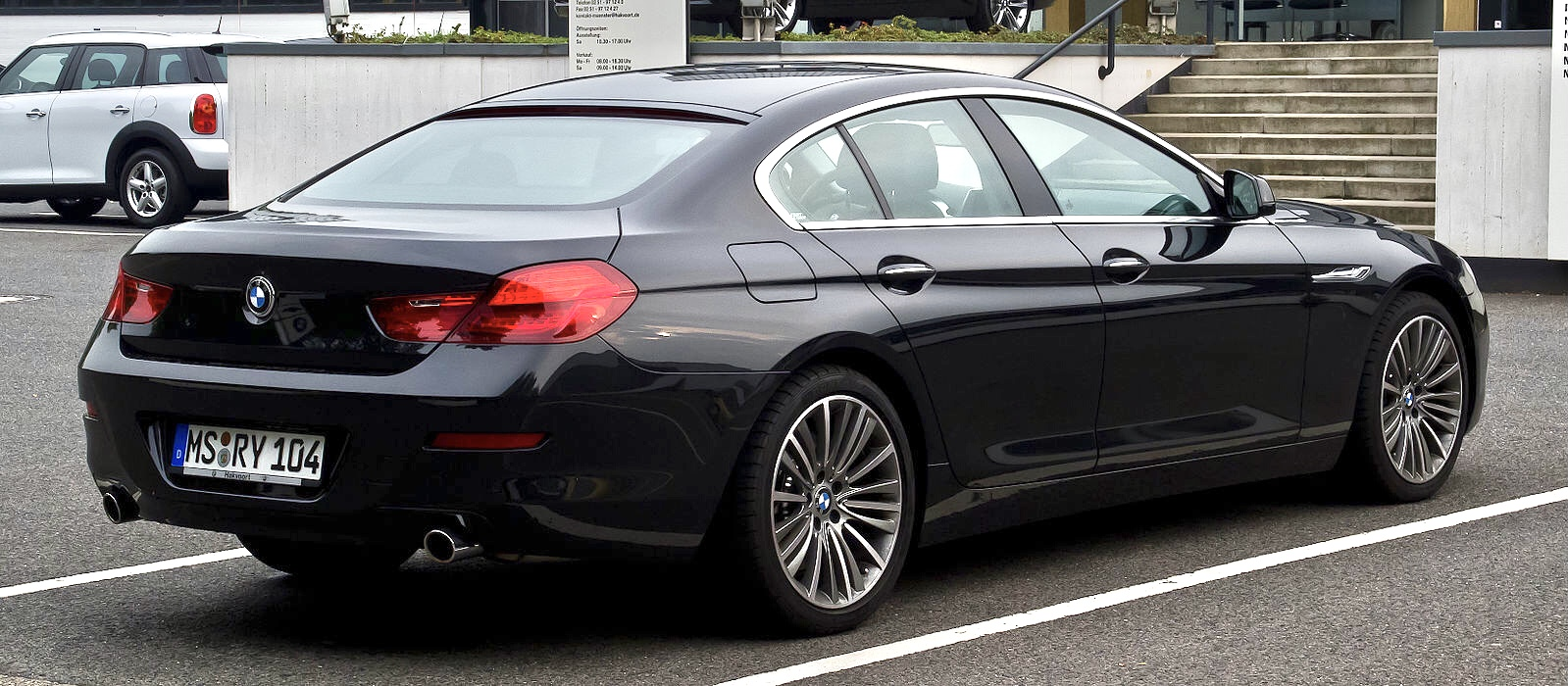
BMW 640d Gran Coupé (F06)

У травні 2012 року представлене чотирьох-дверне купе BMW 6 серії під назвою Gran Coupé (заводський індекс F06), яке складає конкуренцію Mercedes-Benz CLS і Porsche Panamera.
Gran Coupé і спереду, і ззаду схожий з версією купе 6 серії. У порівнянні з двохдверною версією, колісна база Gran Coupé довша. Це робить Gran Coupé довшим на 4,0 см від седана BMW 5 серії (F10).
Gran Coupé має ту ж лінійку двигунів, ті ж конфігурації трансмісії, як і двохдверне купе 6-ї серії.

### Двигуни
Бензинові:
- 640i 3.0 л N55B30 I6 turbo 320 к.с. (2011-2017)
- 650i 4.4 л N63B44 V8 twin-turbo 408 к.с. (2011-2013)
- 650i 4.4 л N63B44 V8 twin-turbo 450 к.с. (2013-2017)
- M6 4.4 л S63B44 V8 twin-turbo 560-600 к.с. (2012-2017)

Дизельні:
- 640d 3.0 л N57D30 twin-turbo 313 к.с. (2012-2017)

## Виробництво
Нижче наведено виробничі показники для F12/F13/F06:
| рік     | всього  |
| ------- | ------- |
| 2011    | 9,396   |
| 2012    | 23,193  |
| 2013    | 27,687  |
| 2014    | 23,988  |
| 2015    | 20,962  |
| 2016    | 13,400  |
| 2017    | 11,052  |
| Всього: | 129,678 |